# Xalet del Passeig dels Anglesos, 8 (Caldes d'Estrac)
Xalet del Passeig dels Anglesos, 8 és una casa de Caldes d'Estrac (Maresme).

## Descripció
Xalet de cantonada, de planta baixa i dues plantes. Comparteix mitgera amb la casa núm. 7 del Passeig dels Anglesos. Estil d'inspiració popular mediterrània i de parets emblanquinades. La façana principal està orientada en sentit sud-est, de cara a la mar. La coberta és de teulada amb ràfec a dues aigües, amb el carener paral·lel a la porta principal.
Presenta a la planta baixa un porxo amb arcs de mig punt. La primera planta manté els arcs de mig punt a les finestres. Al segon pis hi ha dos balcons amb barana i amb ràfec superior i una altra finestra d'arc de mig punt, però més petita que les abans esmentades. La parcel·la presenta un pati davanter amb un tancat de mur baix i encanyissat que dóna al Passeig, i un jardí posterior que ocupa dues terceres parts de la finca.

## Història
Casa situada en un dels conjunts més emblemàtics de la història de l'estiueig a Caldes.